# 夏甲

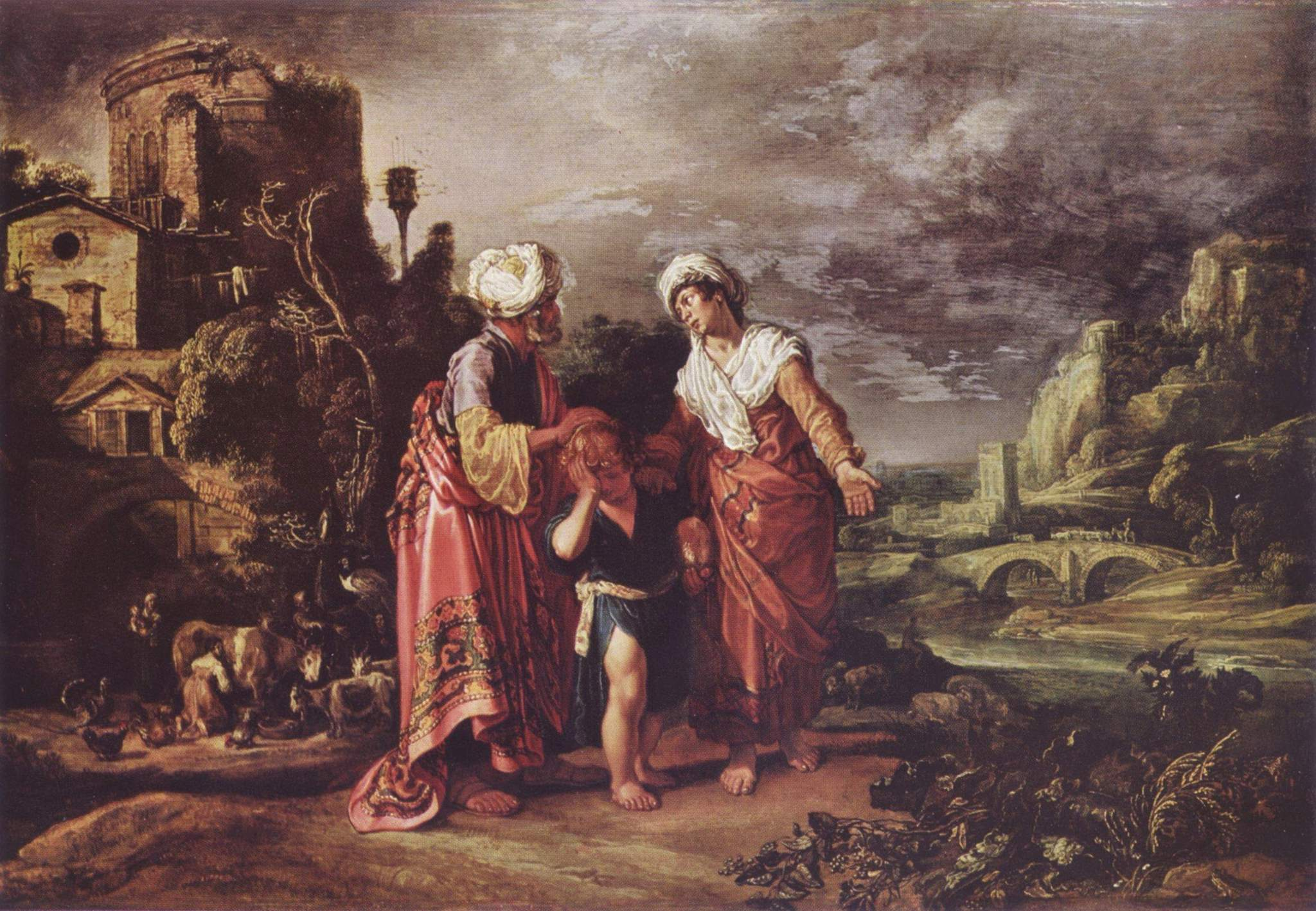
亚伯拉罕与夏甲俩与他们的儿子以实玛利

夏甲（阿拉伯语：هاجر，Hagar；希伯来语：הָגָר，Hagar，意为陌生人）是《圣经·创世纪》中记载的亚伯拉罕妻子撒拉的一名埃及使女，她所生的兒子以實瑪利，相傳為後來阿拉伯人的祖先。

## 旧约圣经中的夏甲
夏甲的故事见于创世纪第16-21章，记载夏甲是属于撒拉的埃及女仆，由于撒拉不孕，将夏甲送给丈夫亚伯拉罕作妾，生育子女。由於夏甲得知懷有亞伯拉罕的骨肉，一躍變成女主人般，反而對撒拉處處忤逆，撒拉對亚伯拉罕說：「我因你受屈。我將我的婢女放在你的懷中，她見自己有了身孕，於是小看我。願耶和華在你我之間判斷是非。」亚伯拉罕允許撒拉使出主母的權威，撒拉於是虐待夏甲，夏甲只好逃走，在旷野遇到天使，让她回去家裡。她回去了，顺从撒拉和解，然后生下了儿子以实玛利。
14年以后，撒拉也生下了以撒，孩子断奶时，撒拉发现14岁的以实玛利戏笑；因此她怂恿亚伯拉罕赶走夏甲和她的儿子。亚伯拉罕烦躁不安，但神命令他照办。次日清早，亚伯拉罕给了饼和一皮袋水给夏甲和以实玛利，打发他们离开。夏甲打算回到埃及，却在途中經别是巴後的旷野迷路，皮袋的水用尽了，她把以实玛利撇在小树底下，自己离开有一箭之远的距离，此時天使来援救他们，给她看见一口水井（今滲滲泉）。之後，她一家走到巴兰的旷野一帶就定了下來（今西奈半島至阿拉伯半島之間）。

## 伊斯兰传统中的夏甲
夏甲这个人物与犹太教中的说法相同，而伊斯兰教鼻祖穆罕默德自称是以实玛利的后裔，学者发现有人把穆罕默德的祖先追溯到尼拜约，也有人追溯到基达（《古兰经：创世纪-25:13》）。穆斯林认为夏甲的身份是平妻，而非妾。大部份穆斯林视自己为以实玛利的后裔，但是一些学者认为以实玛利的后代其实只占阿拉伯人血统的极小部份。

## 宗教观点

### 基督教

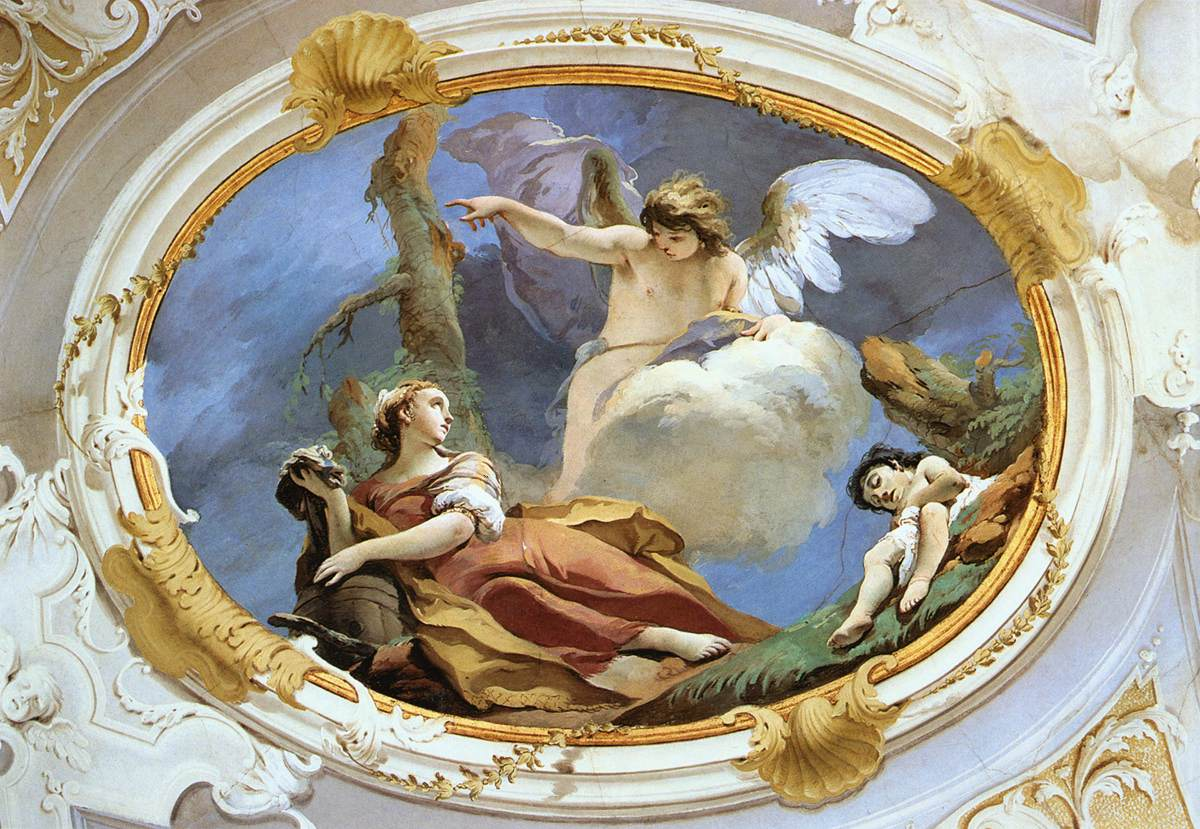
《夏甲在旷野》，乔凡尼·巴蒂斯塔·提埃坡罗作

在新约圣经中，保罗在加拉太书中指出，夏甲与撒拉分别象征律法的约和恩典的约（加拉太书 4:21–31）。